# Zadrzechnia fioletowa

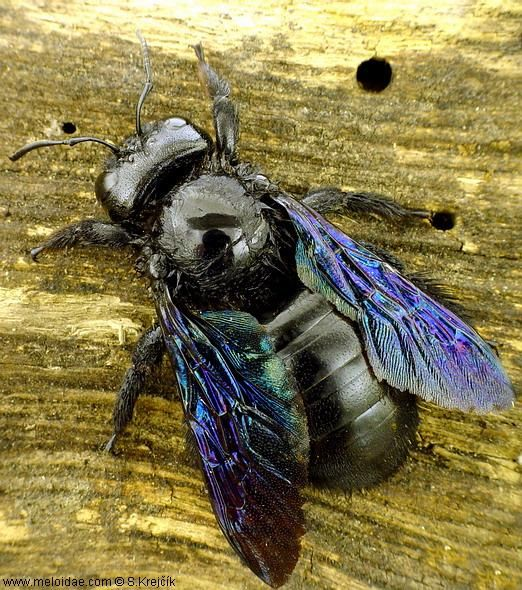
Osobnik na martwym drewnie

Zadrzechnia fioletowa (Xylocopa violacea) – gatunek błonkówki z rodziny pszczołowatych i podrodziny zadrzechniowatych. Samice zakładają samotnie gniazda w pniach i grubych konarach suchych, obumarłych drzew. Owad ciepłolubny, rozsiedlony w zachodniej i środkowej części Palearktyki. W Polsce stwierdzany na nielicznych stanowiskach w latach 1868–1935 i od 2005, od 2004 objęty ochroną gatunkową.

## Opis
Duża pszczoła o długości ciała od 21 do 24 mm. Ubarwiona jest na czarno z czarnym owłosieniem oraz ciemnymi, fioletowo połyskującymi skrzydłami. Czułki samic złożone są z 12, a samców z 13 członów. Samica ma bruzdowatą listewkę czołową, parę kolców na płytce pygidialnej. Od samicy zadrzechni czarnorogiej odróżnia się płytką bazitibialną (płytkowaty wyrostek u nasady goleni) z dwupłatkowym wierzchołkiem i najwyżej dwoma seriami silnych ząbków, zajmującymi cały jej przedni i tylny brzeg. U samca płytka bazitibialna jest nierozdwojona, wierzchołek goleni ma przynajmniej jeden ząbek widoczny od strony grzbietowej, a tylna powierzchnia goleni porośnięta jest czarnym owłosieniem. Od samca zadrzechni czarnorogiej odróżnić go można po rdzawym spodzie czułków, przy czym barwa ta może występować również na wierzchu 11., 12. i niekiedy 10. członu.

## Biologia i ekologia
Pszczoła ciepłolubna, zamieszkująca suche siedliska stepowe i stepopodobne oraz polany i pobrzeża lasów. Owady dorosłe spotyka się od maja do końca lata. Samice zbierają pyłek i nektar z 17 gatunków roślin, należących do 10 rodzin. Najliczniej obserwowane są na kwiatach groszku pachnącego, robinii akacjowej, soi warzywnej i żmijowca zwyczajnego.
Gniazda zakłada w suchym drewnie pni obumarłych drzew lub ich grubszych konarów. Samica tworzy je samotnie. Wygryzany przez samicę żuwaczkami korytarz biegnie najpierw poziomo, a dalej gwałtownie opada. W pionowym odcinku korytarza tworzone są z trocin przegródki, oddzielające poszczególne komórki lęgowe tak, że strop jednej jest podłogą wyższej. Długość tego odcinka wynosi 15–30 cm i znajduje się w nim około 15 komórek. W każdej komórce umieszczana jest pojedyncza, zwarta grudka pokarmowa o bochenkowatym kształcie, powstała ze zlepionego pyłku i nektaru, a w niej umieszczane jest pojedyncze jajo. Larwy wylęgają się szybko po czym żerują na grudce. Przepoczwarczają się w komórce i w niej zimują. Dorosłe następnego pokolenia wygryzają się z komórki na zewnątrz za pomocą nowego korytarza robionego w ścianie bocznej. Jeśli materiał jest zbyt gruby, opuszczają gniazdo kolejno otworem wygryzionym przez ich matkę.

## Rozprzestrzenienie i ochrona
Gatunek palearktyczny, rozmieszczony od Półwyspu Iberyjskiego, przez Turkmenistan, Tadżykistan i Iran po środkowe Chiny i północne Indie. W Europie związany głównie z basenem Morza Śródziemnego, na północ sięgający do Wysp Normandzkich, Wielkiej Brytanii, Beneluksu, Niemiec, Polski, Szwecji, Finlandii, Ukrainy i Krymu. W rejonie śródziemnomorskim na południe sięga do Maroka, Algierii, Tunezji i Izraela.
W Polsce w latach 1868–1935 gatunek ten został wykazany z ośmiu stanowisk, a w późniejszej części XX wieku już nienotowany. W związku z tym na Czerwonej liście zwierząt ginących i zagrożonych w Polsce z 2002 roku został umieszczony jako wymarły, a w Polskiej czerwonej księdze zwierząt jako prawdopodobnie wymarły. Jako prawdopodobne przyczyny jego zaniku w kraju wymieniono niedostatek próchniejących starych drzew i kurczenie się terenów stepowych. W 2005 roku gatunek ten ponownie został znaleziony w Polsce. W sumie w latach 2005–2016 odnaleziono go na 6 stanowiskach: w Poleskim Parku Narodowym, Bieszczadach Zachodnich, Wrocławiu, Oławie, Miechowie i Włoszczowie. W latach 2004–2014 objęty był w Polsce ścisłą ochroną gatunkową, a od 2014 objęty jest częściową ochroną gatunkową. Dla skutecznej ochrony gatunek ten wymaga zachowania starodrzewów, zwłaszcza drzew suchych.
W Indiach gatunek ten był mylony i błędnie podawany z różnych lokalizacji. Jego występowanie potwierdzono jedynie w stanach Pendżab oraz Dżammu i Kaszmir na północy kraju.

## Zastosowanie
Zadrzechnia ta bywa wykorzystywana jako lek na różne choroby w medycynie ludowej na terenie Chin i Japonii, przy czym do tego drugiego kraju jest importowana.